# Charles H. MacDonald
Charles H. MacDonald (Dubois, 23 novembre 1914 – 3 marzo 2002) è stato un militare e aviatore statunitense che prestò servizio nella United States Army Air Forces come ufficiale aviatore durante la seconda guerra mondiale.
Fu uno degli assi statunitensi.

## Biografia
Nato nello stato della Pennsylvania, entrò nel programma di addestramento piloti dell'U.S. Army Air Corps dopo aver terminato gli studi presso la Louisiana State University nel 1938.
Il suo primo assegnamento fu nella 55th Pursuit Group, in seguito venne trasferito alla 18th Pursuit Group a Wheeler Army Airfield, Hawaii a febbraio del 1941, alla fine di quell'anno, il 7 dicembre, si ritrovò a Pearl Harbor. Durante la guerra collezionò 27 vittorie negli scontri aerei e altrettanti nemici abbattuti, giungendo al sesto posto nella classifica statunitense degli assi dell'aviazione
Si sposò ed ebbe quattro figli, viaggiò prima in Messico e poi nel 1973 ritornò a San Diego, stato della California.